# Napapijri
Napapijri (traduction erronée de « Cercle polaire arctique » en finnois) est une marque d'origine italienne de vêtements et d'accessoires liés au domaine des sports et de la randonnée mais d'un usage plus « quotidien et mode » que technique et sportif.

## Historique
La marque Napapijri est créée en 1987 à Quart, en Vallée d'Aoste, par Giuliana Rosset. Contrairement à ce que laisse penser la large utilisation du drapeau norvégien sur ses produits, c'est une marque italienne. Cette entreprise familiale débute avec la création de sacs techniques de montagne puis se développe avec des lignes de vêtements et accessoires pour homme et femme au milieu des années 1990. La ligne enfant, quant à elle, voit le jour en 2002.
En 2004, la marque est rachetée par VF Corporation. Les années suivantes, son chiffre d'affaires ne cesse d'augmenter (de 25 % en 2006).
En 2007, pour ses 20 ans, Napapijri réédite un de ses premiers modèles de maroquinerie, le sac Bering (du nom de l'explorateur danois Vitus Béring). La même année, la marque lance une ligne de chaussures. 
Dans les années 2010, Napapijri compte une centaine de points de vente.
En 2018, Disiz la Peste et Morgane Polanski sont les ambassadeurs de la marque.